# Nevadadromeus
Nevadadromeus schmitti is een plantenetende ornithischische dinosauriër, behorende tot de Euornithopoda, die tijdens het late Krijt leefde in het gebied van het huidige Noord-Amerika.

## Naamgeving
In 2008 werd nabij het Valley of Fire State Park tijdens een hagelbui door Joshua Bonde, een groep studenten trainend in het zoeken naar fossielen, het skelet ontdekt van een kleine euornithopode. De neerslag deed voor de schuilende studenten de botten duidelijk afsteken tegen het omringende gesteente. In het decennium daarna werden de resten ervan geleidelijk opgegraven. Het belang van de vondst werd eerst niet ingezien en pas gedurende de preparatie begreep men dat het een nog niet beschreven soort betrof. In september 2021 werd het skelet van het dier tentoongesteld in Henderson als de eerste Mesozoïsche dinosauriërsoort die in Nevada ontdekt was.
In 2022 werd de typesoort Nevadadromeus schmitti benoemd en beschreven door Joshua W. Bonde, Rebecca L. Hall, L.J. Krumenacker en David J. Varricchio. De geslachtsnaam verbindt een verwijzing naar Nevada met het Grieks dromeus, "renner", omdat het een snelle tweevoeter was die zich rennend voor roofsauriërs in veiligheid stelde. De soortaanduiding eert de geoloog James G. Schmitt die in de jaren tachtig de stratificatie van de Valley of Fire vastlegde.
Het holotype, NSC 2008-002, is gevonden in een laag van de Willow Tank Formation die dateert uit het Cenomanien, ongeveer 98,5 miljoen jaar oud. Het bestaat uit een fragmentarisch skelet zonder schedel. Het bestaat uit een reeks van vier ruggenwervels die de wervelbogen missen, de bovenste uiteinden van de dijbeenderen, drie teenkootjes, verbeende pezen en nog niet gedetermineerde botfragmenten.

## Beschrijving
Nevadadromeus werd vermoedelijk een kleine twee meter lang.
De wervels zijn tweemaal langer dan hoog. Hun gewrichtsfacetten zijn ovaal, hoger dan breed. Ze hebben uithollingen op beide zijden. Ze zijn wat asymmetrisch in zijaanzicht door een bult op de achterste onderzijde van het wervellichaam.
Het dijbeen heeft een ronde kop. Daarvan is de voorzijde bol maar de achterzijde hol. De nek steekt schuin naar boven uit onder een stompe hoek van ongeveer 100° met de schacht. De trochanter major staat af van de nek en ligt er iets achter. Een puntige trochanter minor ligt er schuin voor en buiten. De trochanter minor heeft drie buitenvlakken en buigt licht naar achteren richting trochanter major. Beide trochanters worden gescheiden door een diepe kloof, wat typisch is voor de Thescelosaurinae. Op de achterzijde van de schacht bevindt zich een verheffing. Die is bij het fossiel afgebroken maar vertegenwoordigt vermoedelijk de basis van een afhangende vierde trochanter.

## Fylogenie
Ten gevolge van het fragmentarische karakter van de fossielen bleek het niet mogelijk een statistisch goed onderbouwde stabiele positie te vinden in een cladistische analyse, behalve dat het een of ander basaal lid van de Neornithischia betrof. Nevadadromaeus lijkt echter dichter bij de Thescelosaurinae dan de Orodrominae te zijn. Was hij inderdaad een thescelosaurine dan was hij in 2022 de oudste die bekend is; de andere stammen uit het Maastrichtien. Het vondstgebied vormde in het Cenomanien een geografisch geïsoleerde zone.